# Zdobycie Trincomalee
Zdobycie Trincomalee – starcie zbrojne 11 stycznia 1782 r., druga poważna operacja na indyjskim teatrze działań w czasie czwartej wojny angielsko-holenderskiej. Po zdobyciu Negapatamu, głównej holenderskiej placówki w Indiach, siły brytyjskie adm. Edwarda Hughesa dokonały ataku na kontrolowany przez Holendrów port Trincomalee na wschodnim wybrzeżu Cejlonu, zdobyły fort Fredrick i fort Ostenburg, przejęły kontrolę nad miastem i portem, przy okazji zajmując również znajdujące się w nim wówczas statki.

## Tło
20 grudnia 1780 r. Wielka Brytania wypowiedziała wojnę Republice Holenderskiej. 13 czerwca 1761 roku gubernator Trincomalee Iman Willem Falck powiadomił o wypowiedzeniu wojny gubernatora Reyniera van Vlissingena w Negapatam. Ten natychmiast poinformował Hajdara Alego i zawarł z nim 29 lipca sojusz. Nowo przybyły gubernator Madrasu, lord Macartney zadecydował o ataku na holenderskie kolonie, wbrew opinii generała Coote’a, który uważał, że najważniejsze są działania przeciw armii Hajdara. Brytyjskie oddziały, wsparte przez flotę, najpierw obległy główny holenderski port Negapatam, zdobywając go 11 listopada 1781 r.

## Działania
Po zdobyciu Negapatamu brytyjski admirał Edward Hughes zaokrętował 500 ochotniczych sipajów, 30 artylerzystów oraz dodatkowych europejskich ochotników i wyruszył 3 stycznia 1782 roku do Trincomalee, dokąd dopłynął dnia następnego. 5 stycznia oddział Royal Marines z dwiema armatami 6-funtowymi wylądował około 5 km na północ od fortu Fredrick, gdzie wyokrętowano około 800 marynarzy i sipajów. Oddziały te bezzwłocznie pomaszerowały w kierunku twierdzy. Tej nocy kompania piechoty morskiej dostała się do fortu i zaskoczyła 43-osobowy garnizon, biorąc go do niewoli. Otworzyło to drogę do operacji przeciwko fortowi Ostenburg, który strzegł portu.
9 stycznia piechota morska zdobyła wzgórze górujące nad fortem Ostenburg. Nie można jednak było na nie wciągnąć ciężkich dział, więc admirał Hughes wpierw wysłał do gubernatora Falcka żądanie kapitulacji za pośrednictwem swojego głównego inżyniera wojskowego, majora Geilsa; ten ostatni został wybrany, by w miarę możności dokonać rozpoznania holenderskich fortyfikacji. Ponieważ Holendrzy nie zawiązali Geilsowi oczu, był on w stanie ocenić, że fort może być wzięty szturmem. 10 stycznia Geils został wysłany ponownie, ale i to żądanie odrzucił gubernator Falck. W związku z tym Hughes nakazał przeprowadzenie ataku następnego ranka.
Główny oddział szturmowy składał się z 450 żołnierzy piechoty morskiej oraz marynarzy, którym towarzyszyli saperzy i marynarze niosący drabiny szturmowe. W odwodzie pozostały dalsze kompanie marynarzy i marines. Wspartej ogniem dział grupie marines udało się przedostać przez strzelnice fortu i wedrzeć do wnętrza wczesnym rankiem 11 stycznia. Po krótkiej bitwie garnizon się poddał. W szturmie zginął jeden brytyjski oficer i 20 żołnierzy, a dwóch oficerów i 40 żołnierzy zostało rannych. Straty holenderskie wyniosły 13 zabitych ludzi, w tym dwóch oficerów. Do brytyjskiej niewoli dostał się holenderski gubernator, dziewięciu oficerów, 250 żołnierzy piechoty i 50 artylerzystów, 55 europejskich marynarzy, 60 Chińczyków i Malajów oraz 10 rzemieślników. W porcie zajęto dwa eastindiameny z cennym ładunkiem i ok. 30 mniejszych jednostek.

## Następstwa
Hughes obsadził obydwa forty kompaniami sipajów oraz niewielką grupą artylerzystów pod dowództwem kpt. Bonneveaux i odpłynął do Madrasu. Po przybyciu tam 8 lutego dowiedział się, że w te okolice przybyła flota francuska. Eskadra dowodzona przez adm. de Suffrena zagroziła brytyjskiej kontroli nad morzami u wybrzeży Indii. W sierpniu 1781 Suffren wykorzystał nieobecność Hughesa w Trincomalee, aby je przejąć. Wkrótce potem, 3 września Hughes i Suffren stoczyli jedną ze swoich słynnych bitew niedaleko portu.
W wyniku pokoju wersalskiego z 1784 Holendrzy odzyskali kontrolę nad wyspą i większością innych zdobytych przez Brytyjczyków placówek (z wyjątkiem Negapatamu), w zamian za zezwolenie na swobodną brytyjską żeglugę handlową na wodach holenderskich posiadłości kolonialnych.